# Myrmarachne formicaria
Saltique fourmi
Espèce
Synonymes
- Aranea joblotii Scopoli, 1763
- Aranea formicaria De Geer, 1778
- Attus formicoides Walckenaer, 1826
- Pyrophorus semirufus C. L. Koch, 1837
- Pyrophorus helveticus C. L. Koch, 1846
- Pyrophorus siciliensis C. L. Koch, 1846
- Pyrophorus tyrolensis C. L. Koch, 1846
- Pyrophorus austriacus Doleschall, 1852
- Pyrophorus flaviventris Canestrini & Pavesi, 1868
- Pyrophorus venetiarum Canestrini, 1868
- Salticus simonis Herman, 1879

Myrmarachne formicaria, la Saltique fourmi, est une espèce d'araignées aranéomorphes de la famille des Salticidae.
Par sa morphologie et sa démarche, cette Araignée sauteuse mime des fourmis rousses des genres Myrmica et Formica. Présente du Portugal au Japon, cette espèce a été introduite dans les années 2000 en Amérique du Nord.

## Répartition
Cette espèce se rencontre dans l'écozone paléarctique : en Macaronésie, en Europe, en Turquie, en Russie, en Iran, en Chine, en Corée du Sud et au Japon.
En Europe, l'espèce est présente dans les pays suivants : Allemagne, Arménie, Autriche, Azerbaïdjan, Biélorussie, Belgique, Bosnie-Herzégovine, Bulgarie, Croatie, Espagne dont les îles Baléares, Finlande, France dont la Corse, Géorgie, Grèce dont la Crète, Hongrie, Italie dont la Sardaigne et la Sicile, Lettonie, Liechtenstein, Luxembourg, Moldavie, Monténégro, Macédoine du Nord, Norvège, Pays-Bas, Pologne, Portugal, Roumanie, Royaume-Uni, Russie, Serbie, Slovaquie, Slovénie, Suède, Suisse, Turquie, Ukraine, Tchéquie. Sur ce continent, l'espèce peut être assez fréquente et n'est pas considérée comme une espèce menacée.
Myrmarachne formicaria est introduite au Canada et aux États-Unis, la première population établie ayant été découverte en Ohio en 2001. Elle est par la suite signalée à New York en 2016 et en Pennsylvanie en 2017.

## Habitat
Myrmarachne formicaria se rencontre courant dans l'herbe ou sous les pierres dans les plaines et les collines jusqu'à 800 m d'altitude, où elle privilégie les zones plus chaudes, généralement les pelouses calcaires sèches, les forêts thermophiles, les dunes fixées par la végétation et les falaises, mais elle peut parfois se trouver dans des zones humides comme les pourtours de marais ou de tourbières, les prairies humides et les bancs de roseaux,,,.

## Description
Pour un article plus général, voir Anatomie des araignées.
Les mâles mesurent de 5,0 à 6,5 mm et les femelles de 4,75 à 6,1 mm.

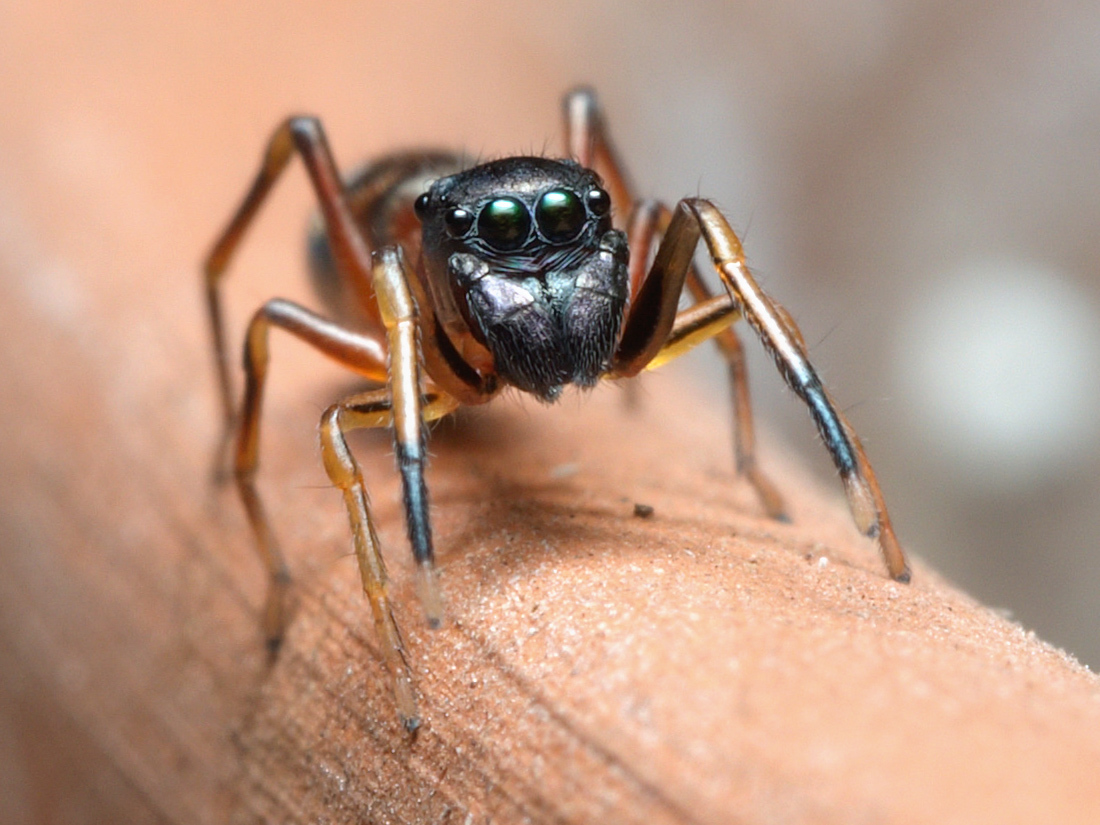
Femelle Myrmarachne formicaria, vue de face.

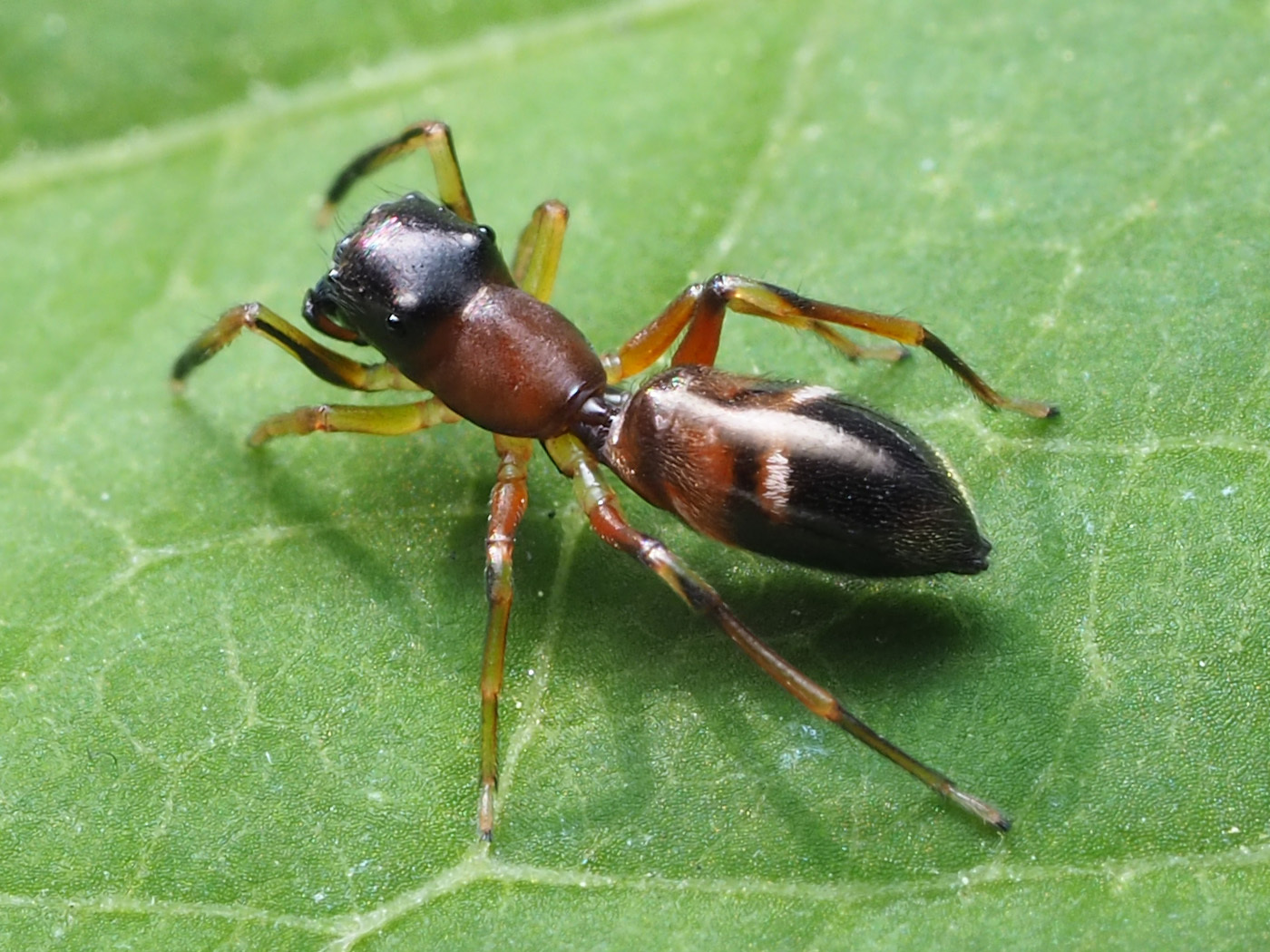
Femelle Myrmarachne formicaria.

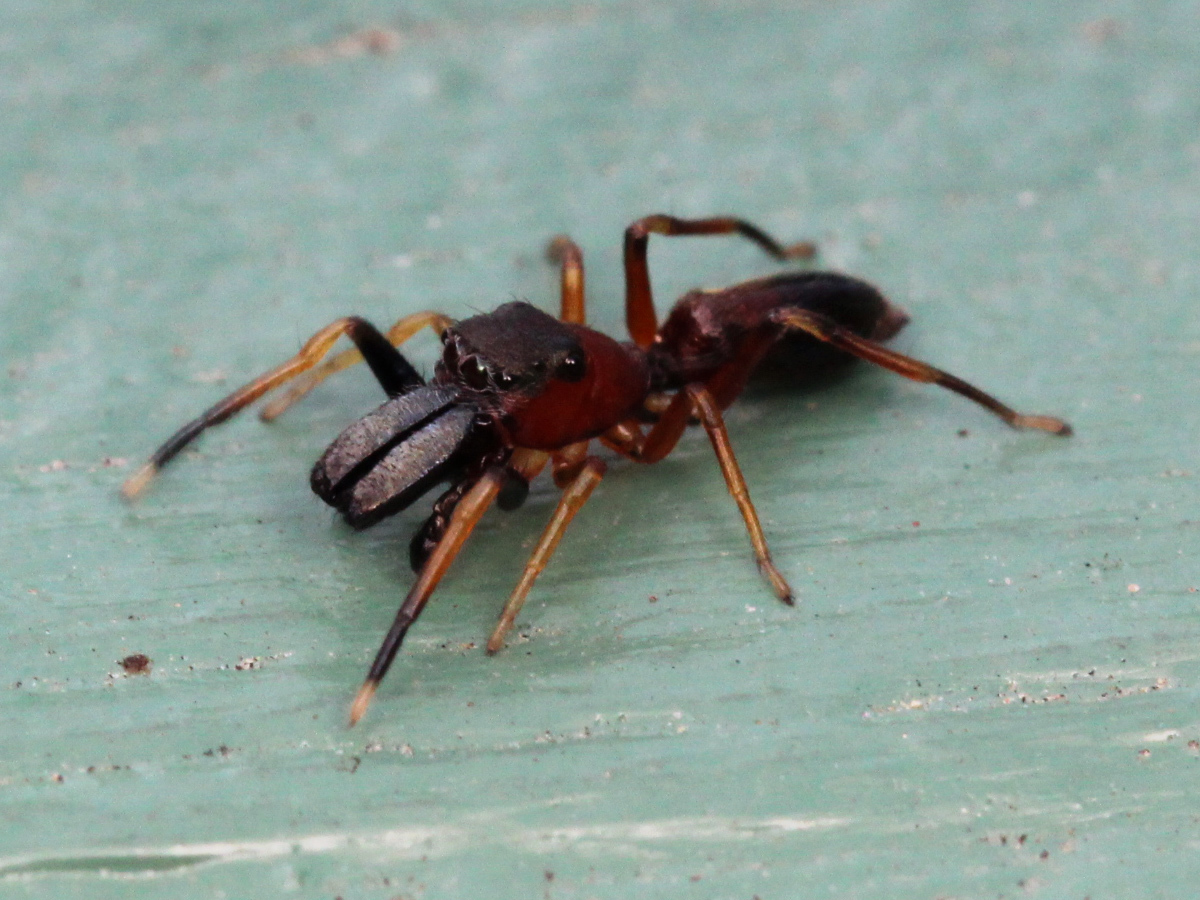
Mâle Myrmarachne formicaria.

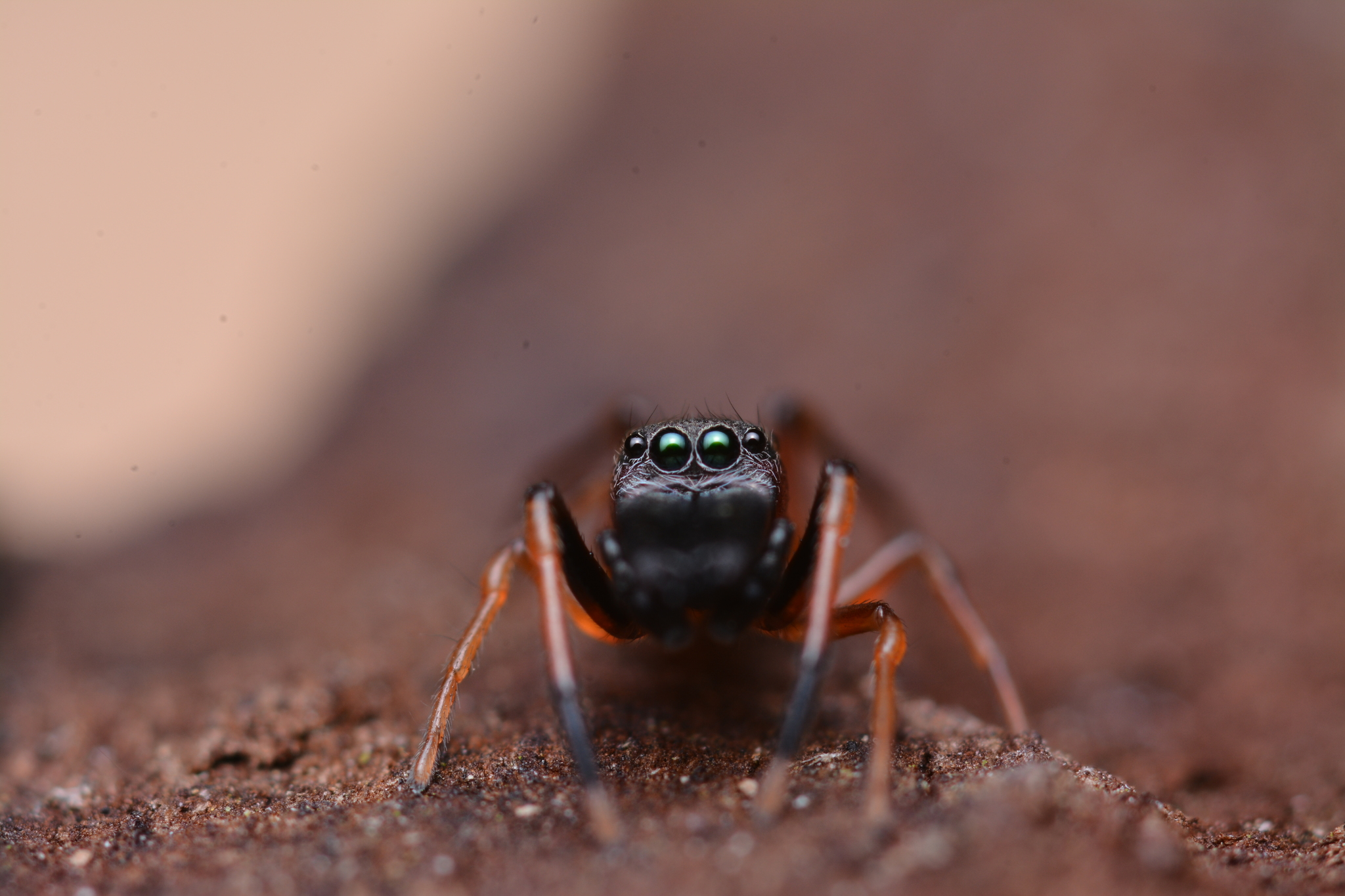
Mâle Myrmarachne formicaria, vue de face.

Contrairement aux Araignées sauteuses typiques comme la Saltique zébrée (Salticus zebraneus) qui ont un corps compact, la Saltique fourmi présente un corps allongé, le céphalothorax étant rétréci. La coloration de base de ce dernier est brun-orange, seule la zone céphalique est plus foncée. La région oculaire est surélevée et la paire d'yeux postérieure est assez grande. L'opisthosome, l'équivalent de l'abdomen chez les araignées, est ovale, allongé, jaune à brun-orange, avec une coloration noire dans le dernier tiers. L'opisthosome est relié au céphalothorax par un pédicule étroit. Les pattes sont de couleur jaune à orange avec des marques noires et des bandes longitudinales sur les côtés. La première paire de pattes est rayée et possède des métatarses très foncés et légèrement épaissis.
La femelle présente des pièces buccales aplaties mais normalement développées, alors que celles du mâle s'étendent plus ou moins horizontalement vers l'avant et sont à la fois aplaties et allongées. Les pédipalpes du mâle sont particulièrement fins et forment une double boucle autour du bulbe. L'épigyne de la femelle est ornée d'une grande zone triangulaire blanche. Chez le mâle, l’abdomen est plus sombre que chez la femelle et le fémur de la patte antérieure est noir.
Les soies des araignées sont en général d'autant plus denses et larges que l'espèce colonise des milieux secs. Ce n'est absolument pas le cas de Myrmarachne formicaria chez qui elles sont longues et fines et recouvrent à peine 2 % de l'abdomen avec 220 soies au mm2, à l'inverse d'une espèce comme Salticus scenicus qui porte 1 070 soies au mm2 pour un recouvrement de 142 %.

### Espèces proches
En Europe, deux autres espèces de Salticidae miment les fourmis : Synageles venator ne mesure que 3 à 4 mm de long, tandis que Leptorchestes berolinensis est de taille similaire à Myrmarachne formicaria, ses yeux sont au même niveau que le céphalothorax et ne sont pas surélevés, le dos du céphalothorax ne présentant pas de cassure. De plus, la hanche de la patte III est noire dans le genre Leptorchestes.

### Myrmécomorphisme
Pour un article plus général, voir Myrmécomorphisme.
Physiquement, Myrmarachne formicaria mime l'apparence d'une fourmi de par la forme allongée de son corps, son pédicule semblable à un pétiole, sa première paire de pattes qui ressemble aux antennes, et la taille ainsi que la position des yeux postérieurs.
Cette espèce mime également les mouvements des fourmis, en premier lieu leur façon de marcher. Au lieu de la marche typique des Araignées sauteuses, elle alterne de courtes phases de course et de poses tout en suivant des tracés sinueux, comme s'il s'agissait d'une fourmi suivant une piste de phéromones. Par contre, contrairement à une idée reçue, l'araignée n'utilise pas uniquement ses trois paires de pattes pour marcher mais les quatre et ne maintient ses pattes avant en l'air, mimant les antennes d'une fourmi uniquement pendant les phases stationnaires. Néanmoins, rien ne prouve que cette illusion est perceptible pour les prédateurs myrmécophobes et myrmécophiles.
Les fourmis mimées sont des espèces du genre Myrmica comme Myrmica rubra et Myrmica scabrinodis ou d'espèces du genre Formica telles Formica rufibarbis.
Il s'agit d'un mimétisme batésien de protection, l'araignée profitant du peu d'ennemis des fourmis parmi les oiseaux et les guêpes parasitoïdes des familles des Ichneumonidae et des Sphecidae. Ce leurre semble plus efficace contre les prédateurs dont le système visuel est lent, notamment contre les autres araignées. Les fourmis sont peu agressives envers elle, sans pour autant qu'elle n'imite le profil chimique de leur cuticule.

## Éthologie

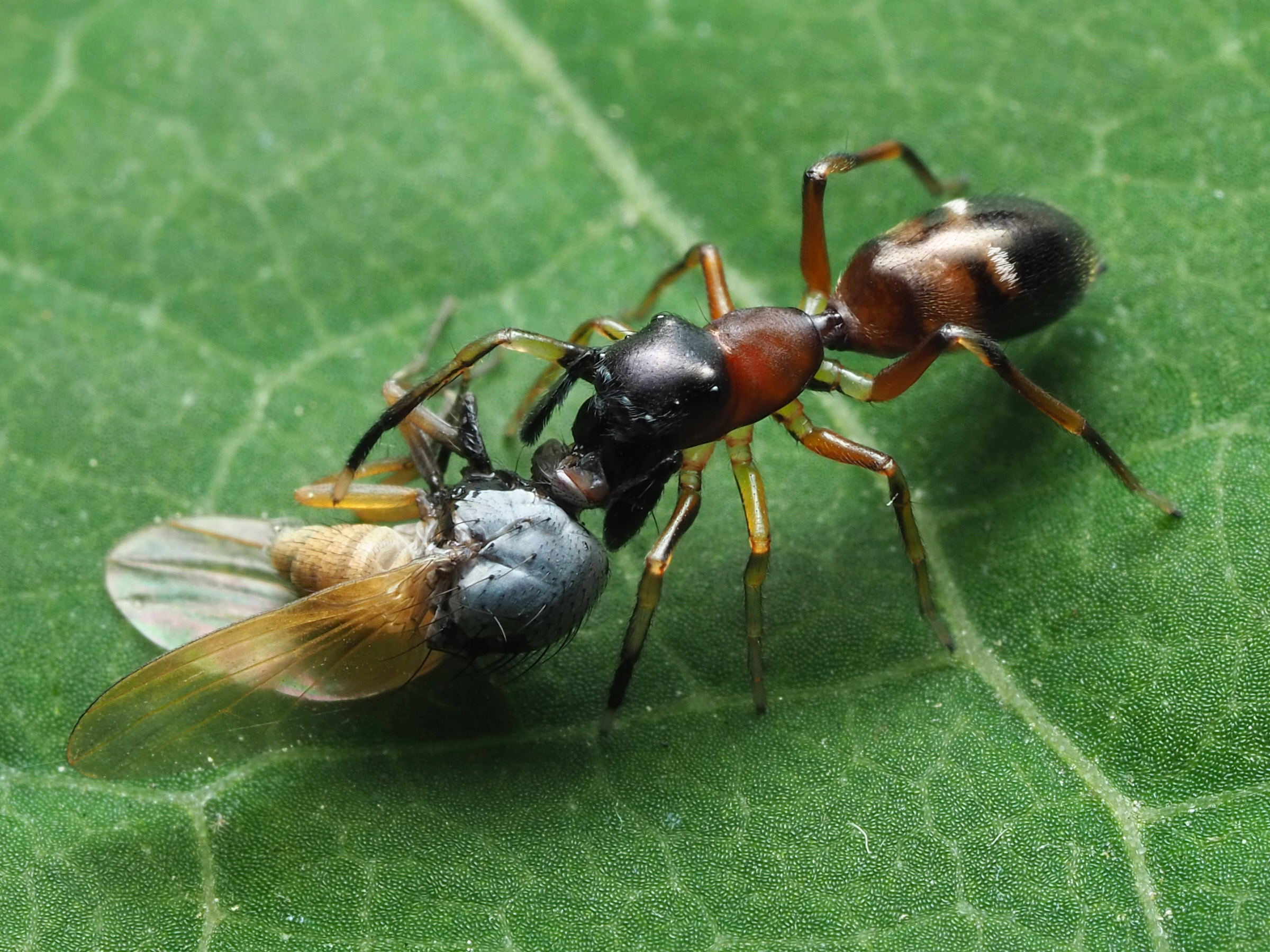
Femelle Myrmarachne formicaria prédatant une mouche.

Les mâles courtisent les femelles à l'aide de leurs chélicères surdimensionnées pendant la période d'accouplement. Ils les utilisent également lors de combats rituels intenses où deux mâles se tiennent face à face en se menaçant de leurs chélicères largement écartées. La plupart du temps, l'un des mâles se retire avant l'affrontement, mais il arrive qu'un combat ait lieu et que les deux mâles s'accrochent avec leurs chélicères,.
Comme toutes les araignées sauteuses, la Saltique fourmi ne construit pas de toile mais pratique une chasse active au sol ou dans la litière de feuilles, généralement à proximité des fourmis qu'elle imite. L'araignée se nourrit de petites mouches, de moucherons et aussi de pucerons phytopathogènes.
Myrmarachne formicaria se rencontre tout au long de l'année, ses phases d'activité principales ayant lieu au printemps et en été, voire un peu plus tard pour la femelle,. Elle hiverne souvent dans les coquilles d'escargots terrestres vides.

## Systématique et taxinomie
Cette espèce a été décrite sous le protonyme Aranea formicaria par De Geer en 1778. Elle est placée dans le genre Attus par Walckenaer en 1805, dans le genre Salticus par Sundevall en 1830, dans le genre Pyroderes par Simon en 1868 puis dans le genre Myrmarachne par Simon en 1901.
Pyrophorus semirufus et Pyrophorus helveticus ont été placées en synonymie par Thorell en 1872.
Pyrophorus flaviventris et Pyrophorus venetiarum ont été placées en synonymie par Pavesi en 1873.
Attus formicoides, Pyrophorus siciliensis, Pyrophorus tyrolensis et Pyrophorus austriacus ont été placées en synonymie par en .
Salticus simonis a été placée en synonymie par Fuhn et Gherasim en 1995.

## Publication originale
- De Geer, 1778 : « Des araignées. » Mémoires pour servir à l'histoire des insectes, Tome septième. Pierre Hesselberg, Stockholm, p. 176-324.